# Лошица (усадьба)

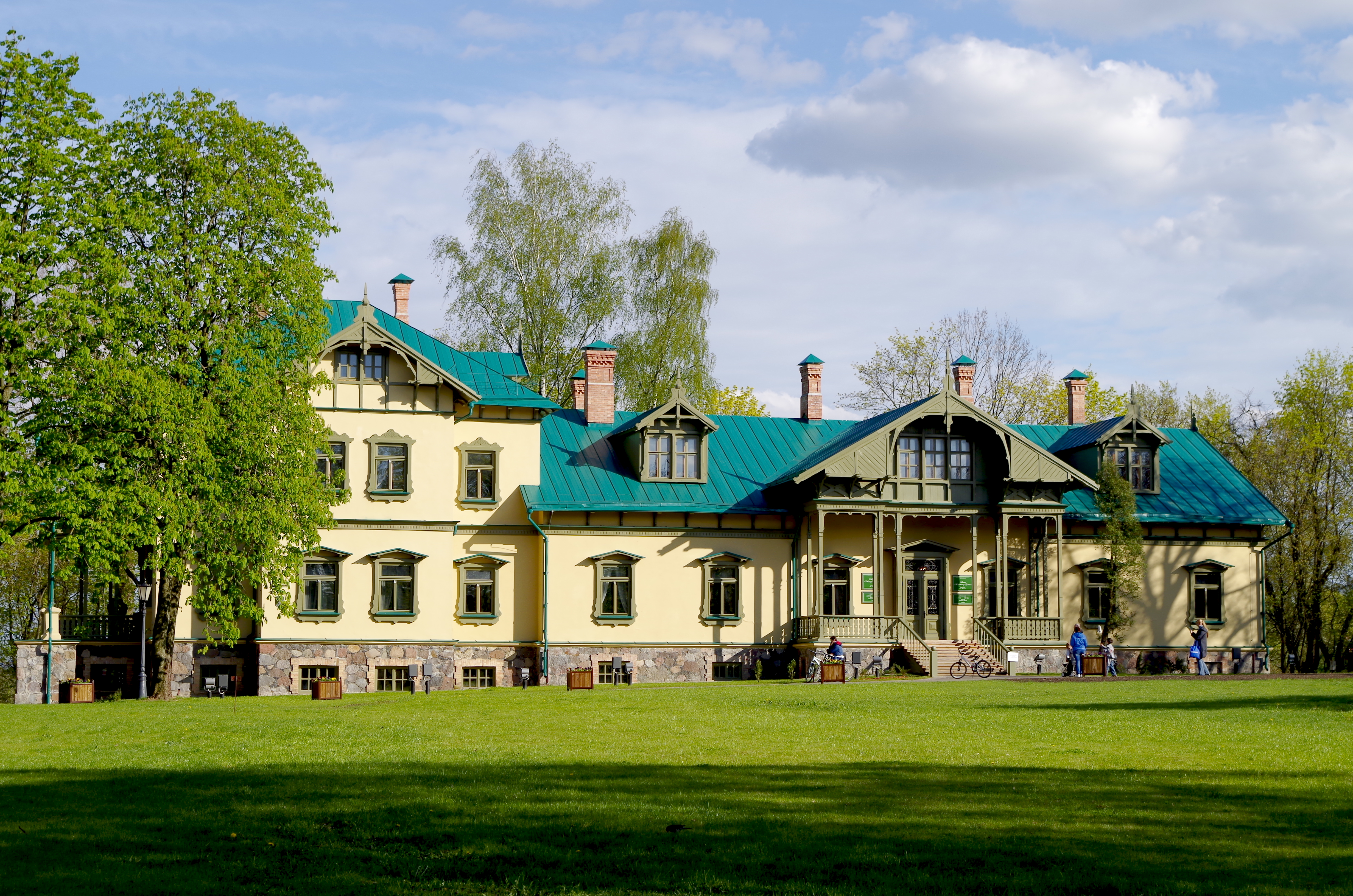
Усадьба Любанских

«Лоши́ца» — усадебно-парковый комплекс XVIII—XIX веков, который дал название микрорайону Лошица города Минска.

## История усадьбы

### История создания
По всей видимости, на территории Лошицкого парка в X—XIII столетиях было огромное городище, которое со временем раздробилось на ряд поселений: Лошица Большая, Лошица Малая, Лошица Горностаевская.
В конце XVI столетия здесь размещались дворы Лошицкий и Старая Лошица, которыми владели князья Друцкие-Горские.
Документально описанная история лошицкой усадьбы начинается с XVI века. Тогда эта земля принадлежала Василию Юрьевичу Толочинскому, а с 1557 года — князьям Друцким.
Собственно парк и центральная липовая аллея (по ней любил прогуливаться В. Дунин-Марцинкевич), были заложены во второй половине XVIII века графом Станиславом Прушинским (королевский генерал-адъютант, кавалер польских орденов). Прушинский перестроил старую усадьбу в огромную резиденцию. 
В 1788 году возведена часовня-усыпальница, освященная под титулом Пресвятой Девы Марии, в которой похоронены  поколения владельцев усадьбы из рода Прушинских.
Спустя столетие, благодаря предприимчивости его племянника Евстафия Любанского, Лошица (нынешнее название южной окраины Минска) становится образцовым хозяйством Минской губернии. Графский дом реконструируется в модном в северной Европе  стиле национальный романтизм в смешении со стилем швейцарское шале,  строятся двухэтажный флигель для прислуги, сторожка, винокурня на берегу пруда, корчма, трёхэтажная каменная мельница, восстанавливается княжеская каплица.
Бывший владелец усадьбы (Евстафий Любанский) славился пристрастием к науке (в парке высаживал саженцы, привезённые из разных стран, проводил эксперименты по скрещиванию растений и др.).

### Советский период
В 1925 году в усадьбе был создан белорусский филиал Всесоюзного института растениеводства, возглавляемого Н. Вавиловым. Был заложен большой сад, посажено немало экзотических растений (магнолия-кобус, маньчжурский абрикос, липа крымская, лиственница даурская, гортензия Бретштейрера и др.).
В 30-е годы недалеко от парка, за рекой Лошица в Лошицком Яре, репрессивные органы расстреливали людей. Кроме того, здесь под вывеской сельхозинститута проходила обучение диверсионная бригада белорусских чекистов, которых под видом «народных мстителей» забрасывали в соседнюю Польшу. 7 ноября 2010 в Лошицком яре у мемориального знака на месте гибели жертв сталинизма прошёл митинг (традиционная акция КХП-БНФ памяти жертв сталинских репрессий, посвящённая Дню памяти предков «Дзяды»).
Во время Великой Отечественной войны в усадьбе находилась верхушка немецких оккупационных властей (глава — минский областной комиссар У. Фрайтаг).
С апреля 1946 года по ноябрь 1947 года в усадьбе располагалась миссия ЮНРРА в БССР. В 2016 году была открыта мемориальная табличка со списком членов миссии.
Позже Лошицкий парк площадью 93 гектара был отдан под сельхозугодья совхоза «Лошица».

Панорамный снимок Усадьбы Любанских и прилегающей территории

Несколько работников совхоза заняли полуразрушенный флигель и домик сторожа. Когда в 1988 году Лошицкий парк был объявлен памятником истории, культуры и архитектуры, их переселили. Директором Лошицкого усадебно-паркового комплекса был Юльян Томашевич. Комплекс находился в распоряжении отдела культуры Мингорисполкома.

### Современность
В начале 1998 года комплекс был передан унитарному предприятию «Минскзеленстрой».
Усадебный дом до последнего времени являлся одним из девяти филиалов Национального художественного музея. Затем его передали в коммунальную собственность Мингорисполкома.
16 апреля 2002 года было принято решение Мингорисполкома от № 538 «О восстановлении и развитии Лошицкого усадебно-паркового комплекса в г. Минске».
На 2011 год комплекс занимал 97 га. В Лошице уникальный почвенный состав.
Осенью 2011 года состоялось открытие комплекса после реконструкции. Администрацией Ленинского района принято решение объявить территорию комплекса зоной, свободной от курения (в Минске на осень 2011 года зон, которые в разное время объявляли свободными от курения, около десяти: Центральный детский парк имени Горького, парк Челюскинцев, Центральный ботанический сад, Александровский сквер, парк развлечений «Дримленд», зоопарк, парковая зона микрорайона Малиновка, площадь Независимости и др.).
Весной 2015 года усадебный дом после многолетней реконструкции был открыт для посетителей. В нём был создан музей истории и быта бывших хозяев усадьбы — Прушинских и Любанских. Во флигеле располагаются касса и филиал музея.
В июне 2016 года в домике сторожа открылась кофейня, а в усадебном доме — кафе.
13 июля 2016 года Минск накрыл мощный ураган, который поломал и повалил множество вековых деревьев в парке и тем самым практически наполовину уничтожил старейшую липовую аллею.
Летом — осенью 2016 года в усадебном доме и перед ним проходили съёмки сцен для фильма «Ангел-хранитель», а четырьмя десятилетиями ранее — съёмки фильма «Кортик».
В августе 2016, 2017, 2018, 2019 годов в Лошицком парке проводился бесплатный фестиваль еды, пива и музыки A-Fest.